# Christchurch
Christchurch 350 ezer lakosával az új-zélandi Déli-sziget legnagyobb, és az ország második legnagyobb városa, a Canterbury régió fővárosa. A Banks-félszigettől északra fekszik, az Avon folyó folyik keresztül rajta. A település a nevét 1848. március 27-én kapta. 1856. július 31-én vált várossá, így hivatalosan ez a legrégebben alapított új-zélandi város.

## Története
Christchurchhöz közeli barlangokban nyomát találták helyi őslakos törzsek 1250 körüli letelepedésének. Az ő helyükre más törzsek érkeztek a 16. század folyamán. 1840-ben érkeztek európai telepesek a mai város területére. 1848-ban döntötték el, hogy a város neve Christchurch lesz, bár kezdetben a nevet néha két szóban, Christ Church-nek írták. Új-Zéland első magánkézben lévő vasútvonala 1863-ban nyílt meg Christchurch és Ferrymead között. Christchurch 1856-ban kapott városi rangot, a város számos neogótikus stílusú épülete ebből az időszakból származik. A város Canterbury tartomány székhelye lett, de a tartományt 1876-ban megszüntették. 1947-ben tűzvész tört ki az egyik áruházban, ami 41 ember halálát okozta. 1964-ben közúti alagutat építettek Christchurch és kikötője, Lyttelton között, ami még ma is Új-Zéland leghosszabb közúti alagútja. 1974-ben Christchurch adott otthont a Brit Nemzetközösségi Játékoknak. 2010-2011-ben több súlyos földrengés rázta meg a várost. A 2011 februári földrengés több, mint 200 áldozatot követelt.

## Közlekedés

### Légi
Nemzetközi repülőtere a Christchurch-i repülőtér.

## Népesség
| Lakosok száma | 49 928 | 53 116 | 54 925 | 358 062 | 383 200 |
|               | 1906   | 1911   | 1916   | 2018    | 2020    |

## Fordítás
- Ez a szócikk részben vagy egészben  a   Christchurch című angol Wikipédia-szócikk ezen változatának fordításán alapul.  Az eredeti cikk szerkesztőit annak laptörténete sorolja fel. Ez a jelzés csupán a megfogalmazás eredetét és a szerzői jogokat jelzi, nem szolgál a cikkben szereplő információk forrásmegjelöléseként.

1. ↑  Subnational population estimates (urban rural), by age and sex, at 30 June 1996-2020 (2020 boundaries) (angol nyelven). Stats NZ(wd), 2020. június 30. (Hozzáférés: 2021. augusztus 17.)